# Mereni (Covasna)
Mereni is een Roemeense gemeente in het district Covasna.
Mereni telt 1330 inwoners.